# La Rochebeaucourt-et-Argentine
 La Rochebeaucourt-et-Argentine  (en occitano La Ròcha Beucort e Argentina) es una población y comuna francesa, situada en la región de Aquitania, departamento de Dordoña, en el distrito de Nontron y cantón de Mareuil.

## Demografía
| 479 | 459 | 408 | 411 | 424 | 396 |
| Para los censos de 1962 a 1999 la población legal corresponde a la población sin duplicidades (Fuente: INSEE [Consultar]) |     |     |     |     |     |